# Cyamus eschrichtii
Cyamus eschrichtii is een vlokreeftensoort uit de familie van de Cyamidae. De wetenschappelijke naam van de soort is voor het eerst geldig gepubliceerd in 2000 door Margolis, McDonald & Bousfield.